# Jacek Buszkiewicz
Jacek Buszkiewicz (ur. 26 czerwca 1955 w Poznaniu, zm. 9 września 2013 w Grecji) – polski architekt, członek Stowarzyszenia Architektów Polskich (SARP) Oddział w Poznaniu i Wielkopolskiej Okręgowej Izby Architektów RP. Członek Kolegium Sędziów Konkursowych SARP.

## Życiorys
Był synem architekta Jerzego Buszkiewicza. Laureat licznych konkursów architektonicznych w Poznaniu. Zdobywca pierwszych nagród za projekt nowego budynku Wydziału Chemii UAM - Collegium Chemicum Novum (2005), projekt nowego budynku Wydziału Historycznego UAM - Collegium Historicum Novum (2011), projekt budynku Inkubatora Wysokich Technologii w Poznańskim Parku Naukowo - Technologicznym Fundacji UAM (2009) oraz projektu modernizacji budynku Wielkopolskiego Urzędu Wojewódzkiego (2005). Uczestniczył również w konkursach architektonicznych poza Poznaniem, zdobywając pierwsze miejsca za projekty: budynku centrum zaawansowanych technologii UMCS w Lublinie (2008) oraz przebudowy i rozbudowy kaplicy koszalińskim Cmentarzu Komunalnym w 2011.
Jako działacz środowisk architektonicznych był między innymi delegatem  na Zjazdy Krajowe Izby Architektów RP oraz piastował funkcję wiceprzewodniczącego Okręgowej Komisji Kwalifikacyjnej WOIA. Większość swoich współczesnych projektów przygotował we współpracy z synem Filipem.
Pochowany na cmentarzu parafii Matki Bożej Pocieszenia w Poznaniu.

## Modernizacja Wielkopolskiego Urzędu Wojewódzkiego
Przy budowie oraz późniejszej modernizacji budynku Urzędu Wojewódzkiego w Poznaniu pracowały trzy pokolenia rodziny Buszkiewiczów. Generalnym projektantem oddanego w 1969 roku gmachu był Jerzy Buszkiewicz. Natomiast w otwartym konkursie SARP na projekt modernizacji Urzędu Wojewódzkiego w 2005 roku zwyciężyli wspólnie jego syn Jacek oraz wnuk Filip. Modernizacja zespołu budynków przeprowadzona została etapami w latach 2008 - 2011. W jej ramach wyremontowano elewację gmachów, hol główny urzędu oraz salę sesyjną.